# Запис Миленковића орах (Двориште)
Запис Миленковића орах (Двориште) се налази на парцели чији је власник Миленковић Милосав.

## Локација
| Општина             | Деспотовац                                                                  |
| Катастарска општина | Двориште                                                                    |
| Потес               | Поље                                                                        |
| Координате          | 44° 05′ 25″ С; 21° 30′ 24″ И / 44.090200000000003° С; 21.506799999999998° И |
| Надморска висина    | 256m                                                                        |

## Карактеристике
Дендрометријске вредности утврђене на терену и сателитским снимцима:
| Стабло                     | Орах |
| Висина стабла              | m    |
| Обим дебла                 | m    |
| Пречник крошње             | 12m  |
| Пречник дебла              | m    |
| Висина дебла до прве гране | m    |

## База записа
Запис је у оквиру Викимедија пројекта "Запис - Свето дрво" заведен под редним бројем 0437.